# Transmigración (Indonesia)

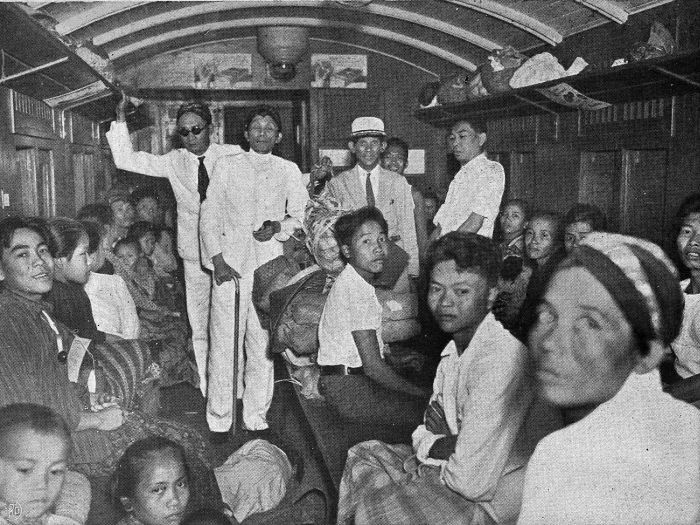
El prefecto de Blitar (Java Oriental) con transmigrantes en el tren camino a Surakarta (hacia 1930)

Se conoce como transmigración (indonesio: transmigrasi, del holandés transmigratie) a una iniciativa del gobierno colonial holandés instaurada a principios del siglo XIX y continuada por el gobierno post-colonial de Indonesia consistente en trasladar a las personas sin tierra de las áreas densamente pobladas de Indonesia a las zonas menos pobladas del país. Esto involucró el traslado de personas de forma permanente de la isla de Java, pero también, en menor medida, de Bali y Madura, a áreas menos densamente pobladas, como Nueva Guinea Occidental (política terminada allí en 2015 por el presidente Joko Widodo), Kalimantan, Sumatra y Sulawesi. El propósito declarado de este programa era reducir la considerable pobreza y la superpoblación en Java, brindar oportunidades a las personas pobres que trabajan duro y proporcionar mano de obra para utilizar mejor los recursos naturales de las islas periféricas. Sin embargo, el programa ha sido controvertido, ya que los temores de las poblaciones nativas de "javanización" e "islamización" han fortalecido los movimientos separatistas y la violencia comunitaria.

## Objetivos
El propósito declarado del programa, según sus promotores, fue trasladar a millones de indonesios desde las islas densamente pobladas de Java, Bali y Madura a las islas menos densamente pobladas para lograr una densidad de población más equilibrada. Esto aliviaría la pobreza al proveer tierra y nuevas oportunidades para generar ingresos para los pobladores pobres sin tierra. También beneficiaría a la nación en su conjunto al aumentar la utilización de los recursos naturales de las islas menos pobladas. El programa pudo haber tenido la intención de fomentar la unificación del país mediante la creación de una única identidad nacional indonesia para reemplazar las identidades regionales.

## Efectos
En muchos ejemplos, el programa fracasó en su objetivo de mejorar la situación de los migrantes. El suelo y el clima de sus nuevas ubicaciones generalmente no eran tan productivos como el suelo volcánico de Java y Bali. Los colonos solían ser personas sin tierra sin habilidades agrícolas apropiadas para la nueva tierra.
A nivel ambiental, se ha culpado a la transmigración por acelerar la deforestación de áreas sensibles de selva tropical, ya que las áreas antes escasamente pobladas experimentaron grandes aumentos de población. Los migrantes a menudo fueron trasladados a "aldeas de transmigración" completamente nuevas, construidas en regiones que no habían sido afectadas por la actividad humana. Al establecerse en esta tierra, los recursos naturales se agotaron y las tierras fueron víctimas de sobrepastoreo, lo que dio lugar a la deforestación.
A nivel social y político, el programa ha resultado en choques comunales entre grupos étnicos que han entrado en contacto a través de la transmigración. Los pueblos indígenas vieron el programa como parte de un esfuerzo del Gobierno de Indonesia (con sede en Java) para extender un mayor control económico y político sobre otras regiones. La transmigración es controvertida en las provincias de Papúa y Papúa Occidental. En dichas provincias, el programa ha dado como resultado que la población melanesia sea menor en total que la población de origen no melanesio (principalmente austronesio). Critican el programa como parte de un intento de eliminar a los papúes en un genocidio a cámara lenta. Además, algunos papúes acusan al gobierno de Islamisasi, o islamización a través de la transmigración.